# Aleksander Czuż
Aleksander Czuż (ur. 24 czerwca 1936 w Rogawce) – polski polityk, działacz PZPR, urzędnik państwowy, poseł na Sejm IV kadencji.

## Życiorys
Syn Jana i Wiery. Ukończył studium administracji na Uniwersytecie Warszawskim. W latach 1953–1956 należał do Związku Młodzieży Polskiej (zasiadał w jego władzach powiatowych). Od 1955 do rozwiązania był członkiem Polskiej Zjednoczonej Partii Robotniczej (był członkiem egzekutywy jej komitetu miejskiego w latach 1975–1981 oraz członkiem komitetu wojewódzkiego od 1973 do 1981). Od 1953 pracował w administracji lokalnej. Był zatrudniony w prezydium powiatowej rady narodowej w Siemiatyczach, pełnił funkcje przewodniczącego rad w Dąbrowie Białostockiej i Sokółce. W latach 1972–1981 sprawował urząd prezydenta Białegostoku. Później kierował wojewódzką komisją planowania, a od 1985 do 1990 pełnił funkcję wicewojewody białostockiego.
Był radnym sejmiku podlaskiego od 1998 do 2001. Sprawował następnie mandat posła na Sejm IV kadencji z ramienia Sojuszu Lewicy Demokratycznej, wybranego w okręgu białostockim. W 2005 nie ubiegał się o reelekcję, przeszedł na emeryturę.